# Београдска мумија
Београдска мумија је мумификовано тело које потиче из старог Египта а које је 1888. године Хаџи Павле Риђички поклонио Народном музеју у Београду.

## Историја
Име мумификоване особе је Несмин, што значи „онај који припада богу Мину“. Несмин је био свештеник у храму бога плодности Мина, као и сви мушки чланови његове породице. Записано је да му је отац био Унефер, мајка Чаи-Хатор-Иму, а деда Џед-Хор. Такође му је и мајка живела, свирала систрум (што је нека врста цимбала) при храму. Мумија потиче из Ахмима, града 200 km низводно од Луксора.
Хаџи Павле Риђички племенити Скрибешћански је у посед мумије дошао фебруара 1888. године у Луксору, купујући дрвени ковчег с мумијом према сопственим речима „не за себе, него за српски народ“. Јула исте године га је поклонио београдском Народном музеју, а јавно је изложена једини пут у августу 1888. године, а после тога тек 2013. године у Ноћи музеја, где је приступ мумији имало 550 људи. Сава Косановић га је срео у Каиру (у патријаршијској сали) у јануару 1888. и о њему је записао да је у Нубији купио мумију, коју је планиро поклонити Матици српској или биоградском музеју.
Забележено је да је 1892. године, током посете Београду, Никола Тесла посетио изложбу о Несмину у Народном музеју.
Народни музеј, основан 1844. године, мењао је своје локације. Од 1893. до Првог светског рата налазио се у задужбини капетана Мише Анастасијевића, где је мумија била изложена у стакленој витрини музеја. Приликом аустроугарског бомбардовања Београда зграда музеја је погођена гранатом, при чему је оштећена просторија с мумијом и разбијена витрина у којој се налазила.
Ковчег је касније излаган само са затвореним поклопцем и мумију више није било могуће видети. Народни музеј се од 1919. до 1935. налазио у тадашњој улици Великог Милоша (данас улици Кнеза Милоша), а ковчег је био смештен у приземљу, уз збирку налаза из праисторије. Остао је у сталној поставци и по пресељењу у Музеј кнеза Павла, где се до почетка Другог светског рата налазио у партеру. Приликом бомбардовања 1941. године погођена је зграда старог двора, баш насупрот прозорима партера иза којих је стајао ковчег. Преласком Народног музеја у зграду некадашње Управе фондова, у поставци отвореној 1952, изложен је и ковчег с мумијом, али је 1962. скинут из сталне поставке и склоњен у музејски депо.

## Позајмица мумије
Мумија је од 1986. до 1991. године, политичком интервенцијом тадашњег врха државе позајмљена Галерији умјетности несврстаних земаља Јосип Броз Тито у Подгорици, тадашњем Титограду. Пошто се није уклапала у поставку Галерије и њен соцреалистички дух, ковчег са мумијом је и у Титограду чуван у депоу.
Дејством политике Владе СФРЈ, која је мумију преселила у Подгорицу, опструирана су српска археолошка ископавања у Египту, за која је 1970. године у Каиру потписан уговор. Према овом уговору 50% ископаног материјала требало је трајно да припадне Филозофском факултету.
Иста политика спречила је да у Народни музеј 1974. године „доспе поклон египатске владе“: Ковчег, картонажа и мумија Каипамау, који су српски стручњаци добили као захвалност за помоћ приликом изградње Асуанске бране у Египту. Овај вредан поклон преусмерен је тада у Археолошки музеј у Загребу, где се и данас налази.

## Повратак у Србију
Фебруара 1989. године на захтев Катедре за археологију Филозофског факултета у Београду покренута је иницијатива да Народни музеј уступи мумију факултету у студијске и едукативне сврхе.
Након повратка у Београд новембра 1991, мумија је била у депоу Народног музеја, а потом на молбу тадашњег шефа Катедре за археологију Блиског истока, професора Саве Тутунџића, Народни музеј је уговорно уступио ову мумију Археолошкој збирци Филозофског факултета у Београду у студијске и едукативне сврхе. Заједно са мумијом уступљена је целокупна староегипатска збирка.
Ковчег с мумијом пренет је октобра 1992. у Археолошку збирку Филозофског факултета.

## Научна открића
Прва научна проучавања мумије су започета 1993. године. Прво испитивање било је посвећено утврђивању стања мумије. Ковчег је био умотан у бачен танки сунђер, увезан гвозденом жицом, са шперплочом закуцаном ексерима у постоље.
Мумија је била у лошем стању због нестручног руковања и неодговарајућих услова за чување, излагања и транспорта. Глава, труп и ноге лежали су раздвојени у иструлелим овојима лана и смоле, с комадићима амајлије и перли. Пронађен је накит од злата, полудрагог камења и фајанса, као и амајлија која представља богињу Маат, срце Иб, египатско Уџат око, Џед стуб и Озиријачну тријаду. Ипак, најзначајније откриће је свитак папируса под мумијином руком с позлаћеним ноктима.
Београдска мумија је једина за коју се зна да има свитак папируса још in situ, на месту где су га изворно поставили балсамер и свештеник. Мада је делимично оштећен, папирус је веома густо намотан и сасвим читко исписан. Верује се да је у питању једно од најпотпунијих верзија Књиге мртвих, а судећи по дебљини свитка, није искључено да је придодат неки загробни текст. Вађење свитка, размотавање и конзервација још није обављено и чека се финансијер тог подухвата. Тек тада ће се урадити екстракција. До сада је мумија подвргнута ДНК анализи, испитивању рендгеном и скенером. Налази говоре да је мумија из птолемејског периода, негде око 300. године п. н. е. Покојник је обрезан мушкарац висок 165 cm. Од унутрашњих органа сачувано је срце, мозак је извучен из лобање, а на кичми су приметни знаци спондилозе и сколиозе.
Ковчег у коме се мумија налази, дугачак је 182,5 cm, израђен је од тамариковог дрвета. Осликан је плавом, зеленом, жутом, црвеном, црном и белом бојом, а неки делови су имали и позлату, што указује на виши друштвени статус покојника. Унутрашњост ковчега, на којој су видљиви трагови длета, није осликан. Испод овратника смештен је лик богиње Нут раширених крила, а испод ње већи хијероглифски натпис. На стопи ковчега између два лежећа бога Анубиса исписан је мањи хијероглифски запис намењен заштити покојника. Ковчег у облику људског тела је састављен од укупно 52 засебна дрвена дела, као и обрва и очију од стаклене пасте уметнутих у поклопац, чији су плави остаци још видљиви. Дешифровање хијероглифа на ковчегу, започето 2003. године уз помоћ Емили Титер (Emily Teeter) са Оријенталног института у Чикагу, донело је занимљиве резултате. Позлаћени натпис је редак цитат из Књиге мртвих. У питању је 191. поглавље „За повратак душе у тело“. Зна се да је такав цитат откривен у још двадесетак случајева.
Најновије научно достигнуће у вези са мумијом је дигитална форензичка реконструкција лица Београдске мумије, која приказује како је Несмин изгледао за живота.

## Заштита
Београдска мумија није била јавно излагана јер није постојала посебна заштитна витрина, у којој би мумија била смештена и сачувана од пропадања.
За излагање осетљивог органског материјала било је неопходно израдити специјалну витрину, која ће мумију штитити од спољашњих утицаја. Српски инжењери су уз помоћ “Сименсових” компонената конструисали витрину са двоструким стаклом испуњеним аргоном, која има хладно осветљење и сопствену регулацију температуре.
Витрину вредну 35.000 евра је обезбедио Народни музеј, уз финансијску помоћ Секретаријата за привреду Градске управе града Београда, а поставка је реализована захваљујући помоћи Министарства културе и информисања.